# DAEMON Tools
Daemon Tools (hay được tác giả phần mềm viết cách điệu thành DAEMON Tools) là một trình tạo ổ đĩa ảo và chương trình biên tập đĩa quang cho Microsoft Windows. Daemon Tools thực chất được phát triển mạnh dựa trên một chương trình khác là Generic SafeDisc emulator, bao gồm tất cả các chức năng của nó. Chương trình tự nhận có thể vượt qua hầu hết các phương pháp chống sao chép như SafeDisc và SecuROM. Hiện thời chương trình tương thích với Windows XP, Windows Vista và Windows 7.

## Các dòng sản phẩm
Các phiên bản cho đến v4.00 chỉ có một bản. các bản này là freeware, không có adware, và chỉ là chương trình giả lập ổ đĩa (không tạo ánh xạ, biên tập, ghi đĩa,...). Version 3.47 is the last such version.
Từ bản 4.00, có ba dòng sản phẩm tồn tại: Lite [phi thương mại], Pro Standard và Pro Advanced. Bảng so sánh chức năng ở bên dưới:
| Chức năng                               | Lite [Commercial]                   | DAEMON Tools Pro Standard/Advanced (dùng thử) | Pro Standard | Pro Advanced |
| --------------------------------------- | ----------------------------------- | --------------------------------------------- | ------------ | ------------ |
| Giao diện đồ họa                        | Có (trình quản lý Mount'n'Drive)    | Có                                            | Có           | Có           |
| Phần mở rộng hệ vỏ                      | Có                                  | Có                                            | Có           | Có           |
| Tạo file ánh xạ                         | Có (không có các thiết lập đặt sẵn) | Có                                            | Có           | Có           |
| Giao diện dòng lệnh                     | Có                                  | Có                                            | Có           | Có           |
| Tạo được tối đa số ổ đĩa ảo SCSI CD/DVD | 4                                   | 16 / 32                                       | 16           | 32           |
| Sổ ổ đĩa ảo IDE CD/DVD tối đa           | 0                                   | 0 / 2                                         | 0            | 2            |
| Gán kết file ảnh vào ổ ảo               | Có                                  | Có                                            | Có           | Có           |
| Gán kết file ảnh vào thư mục vật lý     | Không                               | Có                                            | Có           | Có           |
| Quản lý sưu tập file ảnh                | Có                                  | Có                                            | Có           | Có           |
| Mã hóa / nén file ánh xạ                | Có                                  | Có                                            | Có           | Có           |
| Tác tử trên khay hệ thống               | Có                                  | Có                                            | Có           | Có           |
| Theo dõi thuộc tính ổ ảo                | Không                               | Có                                            | Có           | Có           |
| Chuyển đổi file ánh xạ                  | Không                               | Có/Không                                      | Không        | Có           |
| Có miễn phí?                            | Có (sử dụng phi thương mại)         | dùng thử 20 ngày                              | Không        | Không        |

## Y.A.S.U.
Y.A.S.U (Yet Another SecuROM Utility) là một công cụ rất nhỏ hoạt động dưới dạng "trình bảo vệ ổ đĩa SCSI". Tác giả Y.A.S.U là sYk0, người tạo ra CureROM (nhưng CureROM sử dụng phương pháp tương tự để bảo vệ ổ SCSI).
Đây là tiện ích nhỏ dùng để ẩn các ổ đĩa không bị theo dõi bởi các chương trình SecuROM 7 và SafeDisc 4. YASU là cặp cạ với Daemon Tools và hiện tại cùng được hỗ trợ và bảo trì bởi đội ngũ Daemon Tools. Vào ngày 4 tháng 3 năm 2009, sYk0 thông báo phát triển Omen là chương trình kế thừa sự phát triển của YASU.

## Danh sách đen
Một số nhà phát triển phần mềm đã đi một đoạn đường dài để vô hiệu hóa hoặc chống lại Daemon Tools. Lấy ví dụ, một vài phần mềm, trò chơi liên quan sẽ kiểm tra trình điều khiển Daemon Tools hoặc các phần mềm giả lập ổ đĩa khác có được nạp khay không. Nếu tìm thấy, một hành động sẽ xảy ra, như gỡ bỏ công cụ đó. Các bản mới của Daemon Tools đã làm rất nhiều thí nghiệm để kiểm tra ứng dụng. Ví dụ, bản 4.06 đổi tên ngẫu nhiên trình điều khiển tạo bởi chương trình.
Daemon Tools hiện tại sử dụng công nghệ rootkit để ẩn các ứng dụng và hệ điều hành.